# Bøstad
Bøstad est une localité du comté de Nordland, en Norvège.

## Géographie
Administrativement, Bøstad fait partie de la kommune de Vestvågøy.